# Гранадский эмират
Грана́дский эмира́т (араб. مملكة غرناطة‎, исп. Reino nazarí de Granada) — последнее исламское государство в Европе и последнее исламское государственное образование на территории Пиренейского полуострова, существовавшее в период с 1228 года по 2 января 1492 года. Отвоевание Гранадского эмирата испанцами завершило восьмивековой процесс христианской Реконкисты полуострова. Падение Гранады, как и падение Константинополя, ознаменовало важную веху в истории европейской государственности. После падения Гранадского эмирата в 1492 году его территория вошла в состав Кастильской короны как Королевство Гранада.

## География
Главным секретом жизнеспособности эмирата была его география. Территория Гранадского эмирата включала высокогорную область Сьерра-Невада и всё средиземноморское побережье от города Альмерия до города Гибралтар, позднее от города Тарифа до города Вера.
Другим крупным городом эмирата была Ма́лага, расположенная всего в нескольких десятках километров от северного берега Африки, откуда эмират получал значительную поддержку (в конце своего существования, особенно после прихода в Марокко к власти Ваттасидов, в основном моральную). Из-за наличия выхода к морю и высокогорной местности его трудно было окружить и изолировать, как другие — континентальные — регионы.

## История

### Основание
После смерти выдающегося альмохадского повелителя Мухаммада ан-Насира (1214 год) в мусульманской части Иберии началась полоса смут, которая привела к распаду державы Альмохадов. В 1224—1230 годах регион был охвачен феодальной раздробленностью, образовывались и вновь распадались небольшие враждующие друг с другом эмираты (именуемые тайфа). Так, в городе Валенсия образовался эмират, который просуществовал недолгое время (до 1228 года).
В Мурсии в 1228—1241 годы сформировался другой; его эмир Ибн Худ в 1229 году добился господства над большей частью мусульманской Испании.
В Архоне был основан третий эмират (1230 год), оказавшийся наиболее жизнеспособным. Его правитель, Мухаммад I ал-Галиб, овладел в 1232 году городом Хаэн, а затем был признан в округах городов Баса, Гуадикс и Гранада (1237 год). Именно в труднодоступной горной Гранаде он установил местопребывание своего двора (1238 год) и основал, таким образом, Гранадский эмират — последнее мавританское государство.

### Расцвет
Династия аль-Хамара присвоила себе имя насридов или насеритов (насаридов) от имени рода Бену-Наср, к которому принадлежал аль-Хамар.
Тем временем Королевство Кастилия и Леон овладело Кордовой — главным городом мусульман полуострова и рядом других — более мелких опорных городов. Мухаммед-аль-Хамар вынужден был уступить им Хаэн в 1246 году, а затем своими войсками помог христианам завоевать город Севилья в 1248 году. Взамен христиане пообещали оставить его домен в покое. Наступило длительное перемирие, Реконкиста вступила в вялотекущую фазу.
Таким образом, кроме Гранадского эмирата, у мусульман не осталось владений на полуострове. Незначительные по площади области на юге Португалии (Алгарве) были вскоре аннексированы. Мусульманские районы Арагона, Валенсии и Балеарские острова также быстро оказались во власти христиан. В Гранадский эмират из разных мест бежали мусульмане, здесь сосредоточились оставшиеся в их руках сокровища, здесь продолжали развиваться великие традиции мавританской поэзии и искусства. Осознавая утрату былого могущества, но по-прежнему пытаясь выжить в условиях нового миропорядка, гранадские эмиры из династии Насридов принимают вассальную зависимость от короля Кастилии и Леона — Фернандо III.

## Причины падения

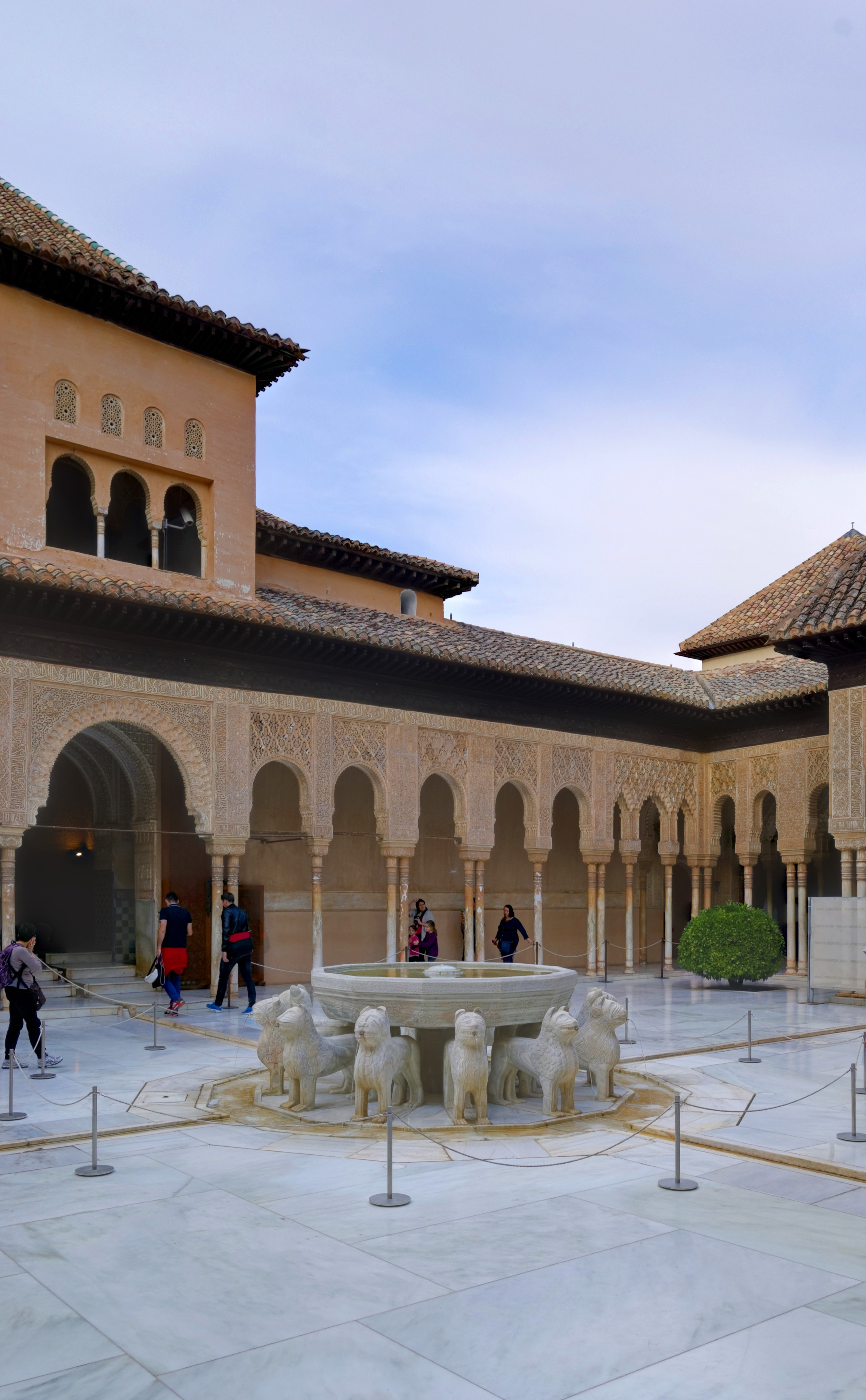
Дворец эмиров — сказочная Альгамбра

Ослаблению Гранадского эмирата в конце XV века способствовали постоянные войны с Королевством Кастилии и Леона, в результате которых приходилось выплачивать тяжёлую дань. Так по договору 1470 года Гранада обязалась платить Кастилии ежегодно по 20 тыс. золотых дублонов. В городах эмирата обострялась междоусобица аристократических группировок, носящая ожесточённый характер.
Кроме междоусобиц политико-экономического характера, усилились и межэтнические распри среди народов, составляющих его население. Согласно исследованиям численность населения эмирата Гранада в XV веке составляла около 5 млн. — значительное количество для такой небольшой горной территории. Подавляющее большинство тех, кого испанцы называли маврами, составляли берберы — представители одного из африканских племён, покорённых арабами. Потомки завоевателей и представители династий — арабы — зависели от наёмников-берберов как турецкие султаны от своих разношёрстных янычаров.
Сохранялись группы романо- и арабоязычных христиан, многочисленные еврейские общины (хотя многие евреи эмигрировали на север после Гранадского погрома 1066 года, учинённого иберийскими мусульманами). Значительная часть населения Гранады состояла из военнопленных — христиан-рабов (в том числе сакалиба). В этом национальном конгломерате арабы представляли как бы особую, высшую касту — феодальную знать. Но составлявшие войско многочисленные и враждебные верхушке власти берберы постоянно подрывали силу аристократии своими интригами, партийной борьбой, заговорами и восстаниями. В династической борьбе принимали деятельное участие арагонские и кастильские короли, поддерживая ту или иную группу. Ситуация время от времени усугублялось массовым притоком беженцев мусульман из других регионов Испании, приграничными стычками с испанцами.

## Историческое значение
В конце XV века эмират охватывает кризис — в казне хронически не хватает средств, наблюдается нехватка продовольствия, население голодает, городские здания пустеют и разваливаются. Гранада 1492 года напоминает отчаявшийся Константинополь 1453 года. Всё это, в совокупности с указанными пороками социальной организации, гуманитарным кризисом и с внешнеполитическим положением Гранады, привело эмират к окончательному поражению. Отвоевав Иберийский полуостров от мусульман, Испания празднует триумф. Примечательно, что в этом же году с разницей ровно в десять месяцев и десять дней испанская экспедиция Колумба открывает Америку. Кроме того, многие видные христианские деятели эпохи восприняли падение мусульманской Гранады как достойную компенсацию падения христианского Константинополя под натиском турок.